# Sint-Godelieve-Instituut (Kapelle-op-den-Bos)
Het Sint-Godelieve-Instituut (SGI) is een katholieke school van de congregatie van de Zusters van Onze-Lieve-Vrouw van Zeven Weeën in Kapelle-op-den-Bos (bisdom Mechelen-Brussel, provincie Vlaams-Brabant).
Samen met het Sint-Theresiacollege Kapelle-op-den-Bos in Kapelle-op-den-Bos, het Virgo Sapiens Instituut en het Gemeentelijk Technisch Instituut in Londerzeel vormt het Sint-Godelieve-Instituut de Scholengemeenschap voor Katholiek Secundair Onderwijs Noordwest-Brabant.
Intussen vormen de scholen STK en SGI samen KOBOS secundair: een middelbare school die onderwijs aanbiedt in ASO, TSO en BSO. De eerste graad van KOBOS secundair heeft volledig ingezet op de vernieuwing van het secundair sinds 2019. Vanaf schooljaar 2021-2022 zet deze vernieuwing zich door in het derde jaar. Er wordt les gegeven op beide campussen: in de Veldstraat en in de Mechelseweg.
Geschiedenis
Het SGI verstrekte Beroepssecundair onderwijs (BSO) en Technisch secundair onderwijs (TSO).
De school ontstond in 1893 toen de zusters van Onze-Lieve-Vrouw van Zeven Weeën een klooster en een lagere meisjesschool oprichtten tegenover de ingang van de Sint-Niklaaskerk. 
De lagere school werd in de jaren 1940 verlengd met een negende, tiende en elfde leerjaar en in 1958 werd een autonome secundaire school opgericht: het Sint-Godelieve-Instituut met technische richtingen: Handel, Secretariaat-Talen  en sinds schooljaar 2008-2009 de richting Boekhouden-Informatica. De beroepsrichtingen waren: Kantoor & Mode. De school werd Sint-Godelieve genoemd als eerbetoon aan overste Godelieve die de lagere meisjesschool had uitgebouwd in het begin van de twintigste eeuw.
De zusters hadden ondertussen aan de overkant van de Mechelseweg het schoolgebouw van de paters Assumptionisten aangekocht.  Dit gebouw werd in 1960 betrokken door de leerkrachten en de leerlingen van het Sint-Godelieve-instituut.
Vanaf het schooljaar 1976-1977 werden ook jongens ingeschreven.
De school telde in het jaar 2019 rond de 350 leerlingen.